# Edgar Amphlett
Edgar Montague Amphlett (Dorchester, Dorset, 1 de setembre de 1867 – Chelsea, Londres, 9 de gener de 1931) va ser un tirador i periodista anglès.
Estudià a la Hull Grammar School i als 17 anys s'uní a l'equip de l'Echo i durant 16 anys treballà a l'equip de premsa del Palau de Westminster. El 1899 passà a formar part de l'equip del Parlament del The Times.
El 1908 va prendre part en els Jocs Olímpics de Londres, on disputà dues proves del programa d'esgrima. En la competició d'espasa per equips guanyà la medalla de plata formant equip amb Leaf Daniell, Cecil Haig, Robert Montgomerie, Martin Holt i Edgar Seligman. En canvi en la competició d'espasa individual quedà eliminat en la segona ronda.
Quatre anys més tard, als Jocs d'Estocolm, guanyà una nova la medalla de plata en la competició d'espasa per equips, mentre en les altres dues proves del programa d'esgrima que disputà no tingué tanta sort.
Durant la Primera Guerra Mundial exercí de corresponsal de guerra a França. En acabar la guerra tornà a l'equip del parlament del The Times. El 1920 fou enviat com a corresponsal especial a Irlanda, però aquell mateix any fou enviat a Fiume, on fou l'únic corresponsal a la ciutat durant el bloqueig d'Itàlia en els dies previs a la rendició de Gabriele D'Annunzio. Més tard va treballar a París, abans de tornar a Londres el 1925.